# Exeristis
Exeristis és un gènere d'arnes de la família Crambidae.

## Taxonomia
- Exeristis asynopta Tams, 1935
- Exeristis asyphela Meyrick, 1886
- Exeristis catharia Tams, 1935
- Exeristis xanthota Meyrick, 1886